# Haploniscus kermadecensis
Haploniscus kermadecensis är en kräftdjursart som beskrevs av Wolff 1962. Haploniscus kermadecensis ingår i släktet Haploniscus och familjen Haploniscidae.
Artens utbredningsområde är havet kring Nya Zeeland. Inga underarter finns listade i Catalogue of Life.